# Route 495 (Nouveau-Brunswick)
Pour les articles homonymes, voir Route 495.
La route 495 est une route locale du Nouveau-Brunswick située dans l'est la province, entre Sainte-Marie-de-Kent et Rexton. Elle traverse une région agricole sur toute sa longueur, qui est de 34 kilomètres. De plus, elle est pavée sur toute sa longueur.

## Tracé
La 495 débute au sud-ouest de Sainte-Marie-de-Kent, sur la route 515, tout près de la rivière Buctouche. Elle commence par traverser Saint-Fabien, puis elle suit la branche sud de la rivière Saint-Nicolas. À Mundleville, elle croise la route 470, puis elle suit la rive sud de la rivière Richibucto. Elle se termine à Rexton, à sa jonction avec la route 134 et de la route 505.  

## Intersections principales
| Route 495     |                      |    |                                                                |                         |
| Comté         | Location             | km | Intersection/Destinations                                      | Notes                   |
| Comté de Kent | Sainte-Marie-de-Kent | 0  | R-515, Bouctouche, Saint-Cyrille                               | extrémité sud de la 495 |
| Comté de Kent | Mundleville          | 28 | R-470 ouest, Pine Ridge, Fords Mills                           |                         |
| Comté de Kent | Rexton               | 34 | R-134, R-505 est, Cap-Lumière, Richibucto, Sainte-Anne-de-Kent | fin de la 495           |